# Terrorangrebene i Paris november 2015
Terrorangrebene i Paris november 2015 var en serie eksplosioner og skudepisoder på flere lokaliteter i Paris den 13. november 2015. Angrebet begyndte klokken 21:15 og sluttede klokken 00:58 den 14. november 2015. Frankrigs præsident François Hollande erklærede undtagelsestilstand lidt før midnat til 14. november 2015 og beordrede landets grænser lukket. De foreløbige opgørelser viser at terroristerne dræbte 130 og skadede 433, hvoraf 80-99 blev alvorligt såret.
Den 14. november tog Islamisk Stat ansvar for angrebene. Islamisk Stats motiv skulle være at få gengældelseshævn for at Frankrig involverede sig i den Syriske og Irakiske borgerkrig. Hollande udtalte også at angrebene var organiseret i udlandet ”af Daesh” det arabiske akronym for Islamisk Stat med ”intern støtte” og beskrev det som en ”krigshandling”.
Det var det mest dødelige angreb der er sket i Frankrig siden 2. verdenskrig og det mest dødelige i EU siden terror-togbombningen i Madrid i 2004.
Angrebene kom blot en dag efter at Islamisk Stat udførte et terrorangreb i Libanon som dræbte 43 mennesker, drabet på Islamisk Stats medlem ”Jihadi John”, og 14 dage efter nedstyrtningen af det russiske fly Kogalymavia Flight 9268, der dræbte 217 passagerer og syv besætningsmedlemmer, hvilket en lokalafdeling i Sinai af Islamisk Stat tog ansvar for. Forud for angrebet har Frankrig været i stort sikkerhedsberedskab på grund af attentatet mod Charlie Hebdo i januar 2015 der dræbte 17 mennesker, heriblandt både civile og politibetjente.

## Angrebene
13. november:
- 21:20 – Første selvmordsbombning i nærheden af Stade de France.[11]
- 21:25 – Skudepisode ved rue Bichat.[26]
- 21:30 – Anden selvmordsbombning ved Stade de France.[11]
- 21:32 – Skydning i rue de la Fontaine-au-Roi[11]
- 21:36 – Skudepisode ved rue de Charonne.[11]
- 21:40 – Selvmordsbombning på boulevard Voltaire[11]
- 21:40 – Tre mænd kommer ind i Bataclan teatret og begynder at skyde.[11]
- 21:53 – Tredje selvmordsbombning ved Stade de France.[11]
- 22:00 – Gidseltagning i Bataclan.[27]

14. november:
- 00:20 – Sikkerhedsstyrker stormer Bataclan[11]
- 00:58 – Fransk politi ender belejringen af Bataclan.[27]

Tre hold lancerede syv forskellige angreb, der bestod af fire angreb med selvmordsbombeveste og seks angreb med skydninger. Tre eksplosioner skete i nærheden af Stade de France og en anden på boulevard Voltaire; to af Bataclan skytterne detonerede også deres selvmordsveste, da politiet stormede bygningen. Skyderier blev også rapporteret i nærheden af rue Alibert, rue de la Fontaine-au-Roi, rue de Charonne, Bataclan koncertstedet, og avenue de la République.

### Stade de France
Terrorangrebene i Paris startede ved en eksplosion i nærheden af fodboldstadion Stade de France. Det skete klokken 21.20, da en mand med selvmordsbombebælt sprængte sig selv i luften, det var mens Frankrig og Tyskland spillede en venskabslandsholdskamp. Eksplosionen kunne høres inde på stadion og i direkte TV. Få minutter senere sprængte en anden sig i luften og derefter en tredje. Udover de tre gerningsmænd, mistede en person livet ved angrebene udenfor stadionet Stade de France.
Alle tre eksplosioner var selvmordsangreb.
Det tyske fodboldhold blev nogle timer før kampens start evakueret fra det hotel, de boede på, da det havde modtaget en bombetrussel.
Den første person, som udløste bombevesten, forsøgte først at komme ind på stadion, men en vagt opdagede vesten med sprængstoffer og bortviste manden. Det var kort efter det, at han udløste bomben i vesten og dermed dræbte sig selv og en anden person som stod i nærheden. Bomberne blev udløst klokken 21:20, 21:30 og 21:53.
Angrebet skete blot syv måneder før, Frankrig skal afholde EM i fodbold 2016.

### Gadeskyderier og sprængninger

#### Rue Bichat og Rue Alibert (Le Carillon,Le Petite Cambodge)
Det andet angreb fandt sted på Rue Bichat og Rue Alibert, nær Saint-Martin-kanalen i 10. arrondissement i Paris. Angriberne skød mod folk uden for kaffebaren Le Carillon omkring klokken 21.25. De krydsede så Rue og angreb restauranterne Bichat og Le Petite Cambodge ("Lille Kambodja"). I følge politiet blev elleve mennesker dræbt i restauranten. Ifølge et kvindeligt vidne ved den kambodiske restaurant Le Petite Cambodge, råbte en af gerningsmændene Allahu Akbar.
Angriberne flygtede så i et eller to køretøjer. Der var læger fra det nærliggende sygehus Hôpital Saint-Louis på Le Carillon, da angrebene fandt sted, og de kunne straks begynde nødhjælp til de sårede.
Skudepisoden i restauranten Petite Cambodge ("Lille Kambodja") i 10. arrondissement dræbte ifølge fransk politi mindst elleve personer. Nogle af de ramte var lige udenfor baren Le Carillon også nær Saint-Martin-kanalen.

#### Rue de la Fontaine-au-Roi
Klokken 21:32 affyrede en mand med maskingevær flere skud udenfor Café Bonne Bière, i nærheden af den italienske restaurant La Casa Nostra, på rue de la Fontaine-au-Roi syd for rue Bichat. Den offentlige anklager i Paris sagde, at fem personer blev dræbt og otte blev såret. Et øjenviden rapporterede om en mand med et våben, som affyrede i korte byger.

#### Rue de Charonne
Klokken 21:36 skød to angribere i flere minutter mod restaurant La Belle Équipe udendørs terrasse på rue de Charonne i det 11. arrondissement, før de vendte tilbage til dere bil og kørte væk. Nitten personer blev dræbt og ni blev hårdt såret.

#### Boulevard Voltaire bombning
Klokken ca. 21:40, på boulevard Voltaire, som også ligger i det 11. arrondissement, i nærheden af place de la Nation, sad en mand på Comptoir Voltaire café og bestilte, før han detonerede sin selvmordsvest og dræbte sig selv. Femten personer blev såret, en af dem alvorligt.

### Bataclan-teateret
Under en koncert med bandet Eagles of Death Metal på spillestedet Bataclan, skød og dræbte bevæbnede gerningsmænd gæster ved fortovscaféen foran teatret, hvorefter fire af dem trængte ind i koncerthallen mens de affyrede flere skud mod folkemængden og råbte "Allahu Akbar" (Gud er stor). Skydningen skal være stået på i 10 til 15 minutter og været meget voldsom. Angriberne skal have genladet mindst tre gange, og så meget unge ud. Under angrebet flygtede bandet gennem en bagdør på scenen og en større gruppe af gæsterne flygtede gennem flugtudgange eller op på taget og gennem tilstødende lejligheder. Efter det indledende angreb, omkring klokken 22:00, tog gerningsmændene de omtrent 60-100 overlevende og resterende mennesker som gidsler i koncerthallen. Ifølge flere af gidslerne, råbte gidseltagerne på engelsk at det var gengældelse for Syrien og Irak og at det var Hollandes skyld.
Bataclan blev omringet og belejret af politiet og franske soldater og godt to timer efter gidseltagningen, indledtes en aktion mod koncerthallen. Under aktionen, som tog godt en time, blev to af gerningsmændene skudt og dræbt af de franske styrker, mens i alt tre fik detoneret selvmordsbomber. Efterfølgende blev der meldt om i alt 118 dræbte i Bataclan, men senere blev dette tal justeret til 89.
Én person skal være blevet pågrebet af fransk politi omtrent klokken 00:12 14. november i nærheden af Bataclan. Omkring kl 00:24 blev der hørt skud på den direkte udsendelse fra TV-kanalen Itele i nærheden af koncerthallen, samt fem eksplosioner.

## Ofre
| Statsborgerskab | Dræbt | Skadet | Ref.          |
| --- | ----- | ------ | ------------- |
| Frankrig * | 102   | 387    |               |
| Belgien * | 3     | 0      | [ 74 ]        |
| Chile | 3     | 0      | [ 75 ]        |
| Portugal | 3     | 0      | [ 76 ]        |
| Rumænien | 2     | 2      | [ 77 ] [ 78 ] |
| Mexico * | 2     | 1      | [ 75 ]        |
| Algeriet | 2     | 0      | [ 79 ]        |
| Tunesien | 2     | 1      | [ 80 ]        |
| Tyskland | 2     | 0      | [ 81 ] [ 82 ] |
| USA * | 2     | 0      | [ 83 ]        |
| Italien | 1     | 2      | [ 84 ] [ 85 ] |
| Marokko | 1     | 1      |               |
| Spanien | 1     | 1      | [ 86 ]        |
| Sverige | 1     | 1      | [ 87 ]        |
| Storbritannien | 1     | 0      | [ 75 ]        |
| Senegal | 1     | 0      | [ 88 ]        |
| Venezuela | 1     | 2      | [ 89 ] [ 90 ] |
| Serbien | 0     | 7      | [ 91 ]        |
| Holland | 0     | 3      |               |
| Brasilien | 0     | 2      |               |
| Australien | 0     | 1      | [ 92 ]        |
| Østrig | 0     | 1      | [ 93 ]        |
| Canada | 0     | 1      | [ 94 ]        |
| Kina | 0     | 1      | [ 95 ]        |
| Colombia | 0     | 1      | [ 96 ]        |
| Irland | 0     | 1      | [ 97 ]        |
| Total | 130   | 416    | [ 87 ] [ 98 ] |
| * Nogle ofre havde mere end en statsborgerskab. Tallene er baseret på foreløbige oplysninger og kan være ufuldstændige. |       |        |               |

129 personer blev dræbt under angrebene (gerningsmændene ikke medregnet) og 433 blev skadet, heraf 80 alvorligt. Blandt ofrene døde 89 på Bataclan teatret, 15 på Le Carillon og Le Petit Cambodge, 5 på Café Bonne Bière og La Casa Nostra, 1 på Stade de France, og 19 på La Belle Équipe. Det er bekræftet, at ofrene kommer fra mindst 26 lande (nogle havde mere end et statsborgerskab).

## Gerningsmænd
Politiet i Frankrig har meldt syv døde terrorister under angrebene i Paris, men det er endnu uvist hvor mange gerningsmænd der var. De fleste gerningsmænd menes at have rod i Molenbeek, en forstad til Belgiens hovedstad Bruxelles. Flere andre, der tidligere har begået terror, har også haft tæt forbindelse til forstaden, der af medier er blevet kaldt en "terrorist-rede". Det blev rapporteret af Reuters, at en af de tre selvmordsbombere havde et syrisk pas på sig. Identificerede gerningsmænd indtil videre er:
- Bilal Hadfi, Belgisk-født, har tidligere kæmpet i Syrien med ISIS.[102]
- Abbdulakbak B.[103]
- Ahmed Almuhamed, 25 år, kom angiveligt til Frankrig som Syrisk flygtning.[102]
- Omar Ismaël Mostefai, 29 år, fra Courcouronnes i Île-de-France nær Paris, har tidligere været i Syrien og var registeret af den franske efterretningstjeneste som en potentiel fare for statens sikkerhed.[104] Identificeret via fingeraftryk fra en finger der var sprunget af hans hånd i teateret.[102][105]
- En angriber, der detonerede sin vest på Boulevard Voltaire tæt ved Bataclan teateret[6] er identificeret som Ibrahim Abdeslam fra Molenbeek i Belgien.[102]
- Samy Amimour, 28 år, fra Paris, har tidligere været i Yemen og kæmpe.[106]

Endvidere er Abdeslam Salah fra Bruxelles i Belgien, født 15. september 1989, efterlyst som medgerningsmand. Han betegnedes som farlig af fransk politi.
Ifølge efterforskere fra Paris, bar terroristerne selvmordsbomber med TATP.
IS tog ansvaret for angrebet om morgen den 14. november i en pressemeddelse, de har dog ikke frigivet nogen detaljer som ikke også er kommet frem i nyhedsmedierne. Terroristerne har muligvis kommunikeret indbyrdes med krypteret teknologi, hvilket IS har benyttet i stor udstrækning gennem længere tid.

### Søgning efter yderligere gerningsmænd
Tre biler blev fundet i Paris efter angrebene. En Volkswagen Polo med belgiske nummerplader, der var blevet efterladt i nærheden af Bataclan, var lejet af en fransk statsborger, der boede i Belgien, og i bilen fandt politiet en parkeringsbøde fra byen Molenbeek i Belgien. En anden bil, en sort Seat, blev fundet i Paris forstaden Montreuil den 15. november, og indeholdt rifler. En sort Renault Clio som var blevet lejet af Salah Abdeslam blev fundet tirsdag den 17. november i nærheden af Montmartre og indeholdt også rifler.

### Politiaktion i Saint-Denis den 18. november
Fransk politi foretog en razzia mod to lejligheder i den nordlige Paris-forstad, Saint Denis, kl. 5.30 (lokal tid) den 18. november, hvilket resulterede i fem arrestationer og to dræbte. Razziaen blev udført i et samarbejde mellem 110 mand fra den taktiske enhed, RAID (Undersøgelse, støtte, indgriben, afskrækkelse), assisteret af Brigade rapide d'intervention (Hurtige indsatsbrigader). Hæren rykkede også ud med ca. halvtreds soldater på stedet .
To personer samt en politihund døde på stedet. Den ene af de dræbte var en kvinde, der udløste en selvmordsbombevest og sprængte dermed sig selv i luften. Politiaktionen varede i syv timer. Der var seks personer inde i lejligheden. Blandt de fem personer, der blev arresteret, befandt tre af dem sig inde i lejligheden, og to andre, en mand og en kvinde, blev arresteret i nærheden af lejligheden. Ifølge kilder fra det franske politi, var personerne i lejligeheden i gang med at forberede et nyt terrorangreb, som politiet dermed fik forhindret. Fem politibetjente blev lettere såret under aktionen.
Den 16. november 2015 havde kilder ved fransk politi udpeget den 27. årige Abdelhamid Abaaoud fra Molenbeek ved Bruxelles i Belgien som ansvarlig for planlægningen af angrebene i Paris. Han er tidligere blevet sat i forbindelse med attentater, der blev afværget. Den 19. november blev han af de franske myndigheder erklæret dræbt under politiaktionen i Saint-Denis dagen før.
. Den kvindelige selvmordsbomber er identificeret som den 26 årige Hasna Ait Boulahcen.

## Efterspil

### Sociale medier og folkelige reaktioner
Facebook genintroducerede dets sikkerhedscheck-in system, således at brugere i Paris kunne fortæller venner og familie at de var sikker. Facebook lancerede også en applikation, således at brugerne kan få deres profil billede transparent overlagt med et franskt flag for at "støtte Frankrig og Paris' indbyggere".
Efter angrebet blev farverne fra det franske flag vist på en række kendte bygninger rundt om i verden, blandt andet One World Trade Center i New York, Belémtårnet i Lissabon og Tower Bridge i London.

### Internationale reaktioner
Mange statsledere, regeringsledere, religiøse ledere, organisationer og FN har kondoleret ofrene og udtrykt solidaritet efter angrebet. I Danmark blev der lagt blomster foran den franske ambassade, og holdt mindegudstjeneste i den franske reformerte kirke i København, hvor blandt andre medlemmer af Kongehuset, statsministeren, andre regeringsmedlemmer samt den franske ambassadør i Danmark François Zimeray deltog.

### Frankrig bombede Islamisk Stat i Raqqa
Den 15. november 2015, to døgn efter terrorangrebene i Paris, gennemførte Frankrig en række luftangreb mod terrororganisationen Islamisk Stats hovedby Raqqa i det nordlige Syrien, hvor Islamisk Stat har sin højborg. Det var det hidtil største luftangreb i Operation Chammal, hvor ti fly kastede 20 bomber over Raqqa, og disse har angiveligt ødelagt en kommandopost samt en træningslejr. Ifølge den franske indenrigsminister, Bernard Cazeneuve, var der tale om et gengældelsesangreb som reaktion på terrorangrebene i Paris to dage tidligere. Angrebene i Syrien blev udført i samarbejde med USA.
François Hollande har erklæret, at Frankrig ville optrappe sine aktioner i Syrien. Dette skete blandt andet ved at sende flådens flagskib, det atomdrevne hangarskib Charles De Gaulle afsted til Middelhavet udfor Syriens kyst.